# Rafael Gálvez Bellido
Rafael Gálvez Bellido (* 1895 in Madrid; † 31. Dezember 1951 in Barcelona) war ein spanischer Violinist, Pianist, Musikpädagoge und Komponist der Romantik. Er spielte in Kammermusikensembles häufig die Bratsche.

## Leben und Werk
Rafael Gálvez war der Sohn des Violinisten Rafael Gálvez Rubio (1860–1910) und der Bruder der Cellisten Bernardino Gálvez. 1897 trat er dem Quartet Crickboom als Bratschist mit Pau Casals am Cello, Mathieu Crickboom und Josep Rocabruna an den Violinen bis in die frühen Jahre des 20. Jahrhunderts bei. Im nahezu gleichen Zeitraum (von 1894 bis 1902) war er Mitglied des Quartet Pellicer, das aus dem Pianisten Joan Baptista Pellicer, dem Violinisten Domènec Sànchez und dem Violoncellisten José de Castro bestand. Die Bratsche in diesem Ensemble spielte Rafael Gálvez. Er spielte seit 1901 auch im Orquesta Antigua Unión Filarmónica und im Orquestra d'en Nori. Er war der erste Geiger in beiden letztgenannten Orchestern. 1920 trat er als Bratschist ähnlich wie sein Bruder Bernardino als Violinist in die Anfangsformation des Orchester Pau Casals ein. In den 1940er Jahren gründete er zusammen mit Gracià Tarragó, Josep Trotta, Salvador Prió und Ferdinand Guérin das Quinteto Gálvez.
Als Professor für Violine am Städtischen Konservatorium von Barcelona bildete er unter anderem Eduard Toldrà, Enric Casals, Salvador Gratacós und Lluís Farreny aus.
Als Komponist schrieb Rafael Gálvez romantische Stücke und Sardanas.

## Werke (Auswahl)
- 1920: Java pastrat, sobre aires españoles
- 1925: Una castiza, Ecossaise langsam
- 1926: Isidro, Ecossaise
- 1926: Soledad, Pasdoble
- 1927: The Gipsy’s Caravan, Charleston
- 1927: Voy de verbena, Urwüchsige Ecossaise
- 1928: Paca, la Peque, Urwüchsige Ecossaise
- 1928: Morucha, Pasdoble
- 1928: Baturrada, Cercavila
- 1929: Birdie, Blues
- 1929: Pepis, Pasdoble torero
- Cecília meva, Sardana